# تیتراژ
عنوان‌بندی یا تیتراژ (به فرانسوی: Séquence de titre) فرم نمایشی-تجسمی است که در آغاز و پایان فیلم‌ها قرار می‌گیرد. حضور ۳ عنصر گرافیک، حرکت و صدا با محوریت موضوع خاص برای تیتراژ لازم و ضروری است. حرکت و صدا به جنبه‌های نمایشی تیتراژ مربوط می‌شود و طراحی گرافیک، شرط لازم تجسمی بودن آن است.

## دیدگاه‌ها
دیدگاه‌های متفاوتی دربارهٔ تیتراژ وجود دارد؛ یک دیدگاه آن را فقط شناسنامه فیلم یا برنامه می‌داند. دیدگاه دیگر، تیتراژ را زنگ اعلام شروع فیلم در نظر می‌گیرد و دیدگاه سوم، تیتراژ را فرصتی برای فضاسازی ذهنی تماشاگر تلقی می‌کند. این سه دیدگاه به مرور زمان و با معرفی قابلیت‌های جدید تیتراژ، مطرح شد.
دسته اول معتقدند فیلم نیز مانند هر اثر دیگر، شناسنامه‌ای دارد که دست‌اندرکاران و عوامل تولید را معرفی می‌کند و این اطلاع‌رسانی بر عهده تیتراژ است. تماشاگر فیلم حق دارد بداند سناریست، کارگردان، فیلمبردار و دیگر عوامل فیلمی که مشاهده می‌کند، چه کسانی هستند. بعضاً هم، نوع برداشتی که از سکانس‌های مختلف فیلم دارند، متأثر از پیش زمینه‌ای است که از این افراد و عوامل، در ذهن دارند، بنا براین از نظر دسته اول ضروری است که تمام افرادی که در تولید فنی و هنری فیلم یا برنامه نقشی داشته‌اند، معرفی شوند.
دسته دوم با تأکید بر اینکه تیتراژ، زنگ اعلام شروع فیلم است، می‌خواهد فرصتی را در اختیار تماشاگر و بینده قرار دهد تا آماده دیدن فیلم شود. مطابق این دیدگاه، دیگر نیاز نیست تیتراژ تلاش کند تا تماشاگر را جلب و جذب کند، زیرا این‌طور فرض شده که مخاطب، فیلم را انتخاب کرده و فقط نیازمند فرصتی است تا خود را در موقعیت تماشاگر قرار دهد.
دیدگاه سوم نیز با در نظر داشتن اینکه تیتراژ یک فرم نمایشی است، فضاسازی نمایشی داستان و پرداخت سینمایی یا تلویزیونی آن را هدف قرار می‌دهد. از دیگاه دسته سوم، تماشاگر فیلم می‌خواهد بداند با چه ژانری از سینما روبروست، قرار است بیننده یک ملودرام خانوادگی باشد یا یک فیلم پلیسی یا یک فیلم هنری و کلاسیک و… این فضاسازی هم به لحاظ فرم و هم از نظر محتوا، برای مخاطب و تماشاگر دارای اهمیت خاصی است. البته باید در نظر داشت که این سه دیدگاه، سه کاربرد تیتراژ را شامل می‌شود و هر کدام، بسته به کارکردی که از تیتراژ انتظار دارند، آن را مهم‌تر می‌دانند.

## کارکرد
کارکرد تیتراژ تا حدودی شبیه جلد کتاب است؛ یعنی همانگونه که در طراحی روی جلد کتاب با انتخاب عناصر، فرم‌ها و چینش آنها تلاش می‌شود مخاطب در جریان موضوع کتاب قرار بگیرد و خواننده کتاب در کوتاه‌ترین زمان ممکن بتواند کتاب مورد نظرش را بیابد. معمولاً با تمرکز در مقابل ویترین کتابفروشی و در یک نگاه کلی و گذرا، از شکل و فضای طراحی جلد، می‌توان به راحتی موضوع کتاب را حدس زد. تیتراژ مانند جلد کتاب، هم فضاسازی می‌کند و هم اطلاع‌رسانی. همان‌طور که در جلد کتاب، عناوینی چون نام کتاب، نام نویسنده، مترجم و… اطلاعات اصلی کتاب را منتقل می‌کنند، در تیتراژ هم عناوینی چون نام فیلم، کارگردان، مونتور و… به عنوان اطلاعات اولیه در اختیار تماشاگر قرار می‌گیرد. علاوه بر این، هم در جلد کتاب و هم در تیتراژ، هدف فضاسازی است تا مخاطب بتواند به راحتی، گونه و مضمون کلی فیلم یا کتاب را بداند. این فضاسازی مشروط بر این است که انتهای داستان فیلم یا کتاب، لو نرود. اصل هم همین است که فضاسازی‌ها، نتیجه نهایی را مشخص نکنند و نبایستی تمایل تماشاگر به دیدن فیلم یا خواندن کتاب، در اثر تماشای جلد یا تیتراژ، کاهش یابد چرا که خواندن کتاب با تماشای فیلمی که آخر داستانش را می‌دانیم، لطفی نخواهد داشت.

## کاربرد
از تیتراژ برای معرفی عوامل فیلم‌های سینمایی، سریال‌های تلویزیونی و فیلمهای مستند استفاده می‌شود.